# Coleophora chordoscelis
Coleophora chordoscelis é uma espécie de mariposa do gênero Coleophora pertencente à família Coleophoridae.